# Crỳc Krĩkati
Johmprycry Hoocrow (Maranhão, 1935 — Maranhão, 2011), mais conhecido por Crỳc Krĩkati, registrado como Francisco Milhomem, foi um importante líder indígena que, em meio aos crescentes conflitos entre grileiros invasores e seu povo, lutou pela unificação da etnia Krĩkati e pela demarcação de seu território pelo Governo Federal, na região de Imperatriz no Maranhão.
Crỳc é considerado uma das lideranças mais importantes do povo Krĩkati por ter sido capaz, de reunir e manter concentrados os Krĩkatis habitantes de diferentes aldeias na aldeia São José, ainda que a organização territorial krĩkati se caracterizasse pela dispersão e ocupação de espaços diferentes dentro do seu território tradicional por grupos domésticos autônomos, para sobreviver a ameaça de grileiros e fazendeiros com seu gado que invadiam constantemente as terras dos krĩkati.